# Lukas (Unternehmen)
Lukas ist ein Unternehmen, das Künstlerfarben produziert. Seit 2016 ist es ein Teil der italienischen F.I.L.A. Group.

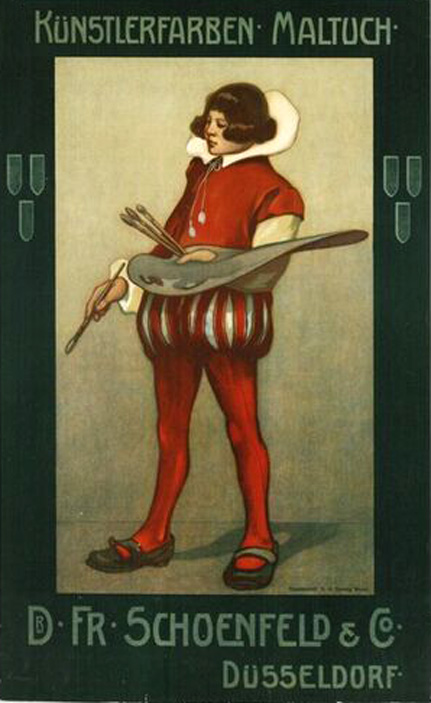
Plakat um 1900

## Geschichte
1862 gründete Franz Schoenfeld die Künstlerfarben- und Maltuchfabrik Dr. Fr. Schoenfeld in Düsseldorf. Seit 1829 hatte sein Vater ein Fachgeschäft für Künstlermaterialien gegenüber der Düsseldorfer Kunstakademie geführt. 
Franz Schoenfeld hatte in Gießen und Heidelberg studiert. Schon als 20-Jähriger promovierte er in Philosophie. 
1896 wählte er für einen neuen Firmensitz den Standort gegenüber dem Künstlerverein Malkasten.
Die Produktion begann mit Aquarellfarben. 
1900 wurde „Sankt Lukas“, der Schutzpatron der Maler, zum Namensgeber der Produkte aus dem Hause Dr. Fr. Schoenfeld. Auch das Logo, entworfen von dem Maler Eduard Gebhardt und über die Jahre dem Zeitgeschmack und graphischen Strömungen angepasst, bezieht sich darauf.
1907 übernahm Paul Schoenfeld von seinem Vater die Firmenleitung und übergab sie 1919 an seinen Neffen Eduard Talbot. 1957 wurde seine Tochter Christa Heusgen-Talbot die Nachfolgerin.
1960 zog das Unternehmen in einen Neubau an der Peripherie der Stadt Düsseldorf. 
Seit 1964 werden Künstler-Acrylfarben angeboten.
Ab 1998 leitet Hubertus Heusgen bis 2016 das Unternehmen, der Ururgroßneffe des Gründers. 
Anfang 2013 wurde Lukas Nerchau Farben vom britischen Unternehmen Daler-Rowney übernommen und ist seit 2016 ein Teil der italienischen F.I.L.A. Group; 2022 wurde die vormals eigenständige Lukas-Nerchau GmbH gelöscht.